# フィリップ・ヨシアス・フォン・ザクセン＝コーブルク・ウント・ゴータ

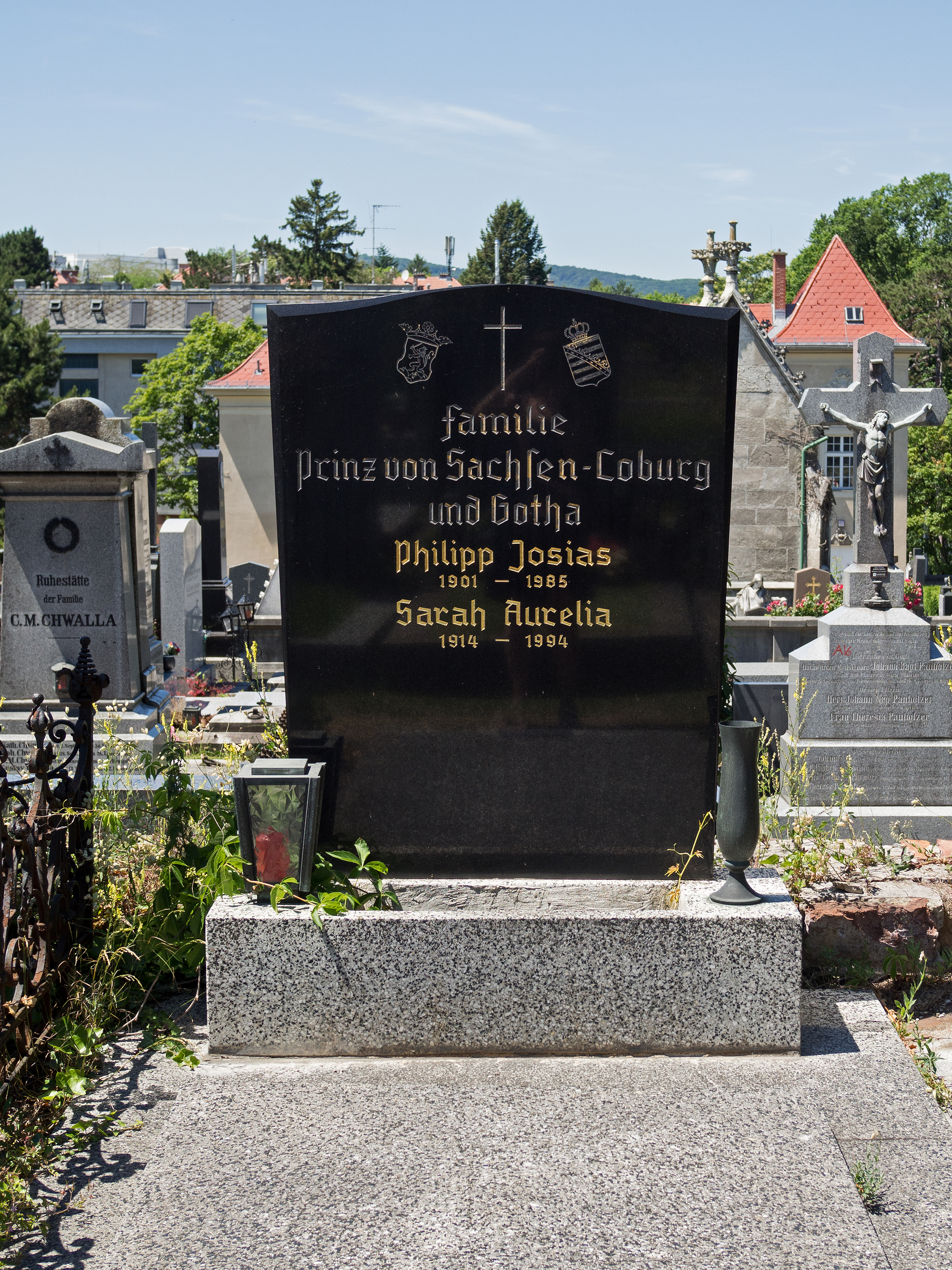
フィリップ・ヨシアス夫妻の墓、ウィーン・ヒーツィンク墓地

フィリップ・ヨシアス・フォン・ザクセン＝コーブルク・ウント・ゴータ（Philipp Josias Prinz von Sachsen-Coburg und Gotha, 1901年8月18日 - 1985年10月18日）は、オーストリアの地主・資産家。ザクセン＝コーブルク公爵家のカトリック系分家コハーリ侯爵家の、最後の長子相続財産保有者となった。

## 生涯
ザクセン＝コーブルク＝ゴータ公子アウグスト・レオポルトとその妻のオーストリア＝トスカーナ大公女カロリーネの間の第5子、三男として生まれた。正式な洗礼名はフィリップ・ヨシアス・マリア・ヨーゼフ・イグナティウス・ミヒャエル・ガブリエル・ラファエル・ゴンツァーガ（Philipp Josias Maria Joseph Ignatius Michael Gabriel Raphael Gonzaga）。
コハーリ侯家の資産は2つの家族世襲財産から成る約8万3000ヘクタールの膨大な所領を有していた。同家の始祖フェルディナントは、2つの世襲財産は分割相続をせず単独の相続者が保有することを定めており、相続者は公爵の称号を名乗ることができた。コーブルク＝コハーリ家は100年もの間ハンガリー王国で3番目に裕福な大土地所有家族として暮らした。1918年オーストリア＝ハンガリー（二重帝国）が瓦解すると同時にコーブルク＝コハーリ家の所領は突如として複数の新生国家の国境に分断された。ハンガリーの4万ヨッホ（2万3000ヘクタール）、オーストリアの3000ヨッホ（1730ヘクタール）、チェコスロヴァキアの10万ヨッホ（5万7550ヘクタール）である。1920年のトリアノン条約締結後、コハーリ家の所領の中心を構成するスロヴァキア（上部ハンガリー）の所領の大部分が没収された。
1921年に死去したコハーリ侯家当主フィリップは、遺言で甥孫にあたるフィリップ・ヨシアスを資産の相続人に指名した。半減した家領を受け継いだうえ、戦後の混乱で経済的に困難な時期にあり、フィリップ・ヨシアスは一族の成員に給付される年金を減額せざるを得なかった。1938年、アンシュルスに伴うオーストリアのドイツへの編入と同時に、オーストリア領内の家族世襲財産は廃止された。フィリップ・ヨシアスはオーストリアの旧所領のうち、私有を認められた一部の地所を弟エルンスト（1907年 - 1978年）と分割した。残るハンガリーの所領も第二次世界大戦後には全て没収された。
フィリップ・ヨシアスはナチス政権成立後にオーストリアに逃れてきたドイツ人や反ナチ運動の活動家に経済援助をしていた。そのため彼はナチ党官房に行動を監視されるようになった。1934年には友人で精力的な反ナチ活動家だったオイゲン・コゴンを領地管理人に任命し、同時にコゴンが抵抗活動において自分の代理人として行動できるようにした。1936年から1937年にかけ、コゴンはフィリップ・ヨシアスの代理人としてドイツ国内を旅行していた時に逮捕・拘禁され、罰金1万ライヒスマルクを支払ったうえオーストリアに強制退去させられている。コゴンはフィリップ・ヨシアスの代理人として活動する中で抵抗運動家の中で有名人となり、ゲシュタポのブラックリストに載るようになった。コゴンはアンシュルス後すぐに逮捕され刑務所に収監され、その後1939年9月ブーヘンヴァルト強制収容所に移送されている。
1944年4月23日にブダペストで、シャラ・アウレリア・ハーラス（Sarah Aurelia Hálasz, 1914年 - 1994年）と結婚し、一人息子フィリップ（1944年 - 2014年）をもうけた。第二次大戦後はニーダーエスターライヒ州のヴァルタースキルヒェン城で暮らした。夫妻の墓はヒーツィンク墓地にある。子孫は現在もオーストリアで生活している。

## 引用・脚注
1. ↑  C. Arnold McNaughton, The Book of Kings: A Royal Genealogy, in 3 volumes (London, U.K.: Garnstone Press, 1973), volume 1, page 279 (The Peerage, A genealogical survey of the peerage of Britain as well as the royal families of Europe) Philipp Josias Prinz von Sachsen-Coburg und Gotha
2. ↑  http://www.gda.bayern.de/uploads/media/staco_kohary_001_2009.pdf, S. 4.
3. ↑  August Wilpert: Kurze Geschichte der katholischen, sog. „Koháry“-Linie des Herzoglichen Hauses Sachsen-Coburg und Gotha. München 1990, S. 4.
4. ↑  Josef Tafler, Rudolf Eisler: Mitteilungen aus dem Publikum. (…) Erklärung. In: Neue Freie Presse, Morgenblatt, Nr. 21711/1925, 22. Februar 1925, S. 10 Mitte.
5. 1 2  August Wilpert: Kurze Geschichte der katholischen, sog. "Koháry"-Linie des Herzoglichen Hauses Sachsen-Coburg und Gotha, München 1990, S. 22, http://gateway-bayern.de/BV014584282
6. 1 2  Vanessa Conze: Das Europa der Deutschen: Ideen von Europa in Deutschland zwischen Reichstradition und Westorientierung (1920–1970). Oldenbourg 2005, S. 228.
7. ↑  Helmut Heiber: Akten der Partei-Kanzlei der NSDAP. R. Oldenbourg 1983, S. 769.
8. ↑  David A. Hackett: Der Buchenwald-Report: Bericht über das Konzentrationslager Buchenwald bei Weimar. Verlag C.H. Beck 2010, S. 38.
9. ↑  http://koeniglicherbeobachter.blogspot.co.at/2014/09/philipp-august-prinz-von-sachsen-coburg.html
10. ↑  Royalty (travel) guide: Wien/Vienna Friedhof Hietzing (abgerufen am 28. September 2015)
11. ↑  http://genealogy.euweb.cz/wettin/wettin15.html